# Klaus Jacob
Klaus Jacob (født 20. april 1943 i Aussig (nu Ústí nad Lebem i Tjekkiet)) er en tysk tidligere roer.

## Karriere

### Roning
I begyndelsen af sin karriere roede Jacob toer uden styrmand og blev sammen med sin makker, Manfred Gelpke østtysk mester i båden i 1966. Begge disse to skiftede så til otteren og blev her østtyske mestre i 1968.
Samme år blev otteren delt op, så Gelpke og Jacob kom til at ro firer med styrmand sammen med  Peter Kremtz, Roland Göhler og styrmand Dieter Semetzky og kom med til OL 1968 i Mexico City. Her vandt østtyskerne deres indledende heat og deres semifinale, men i finalen var det New Zealand, der noget overraskende sikrede sig sejren mere end to sekunder foran østtyskerne, der fik guld, mens Schweiz blev nummer tre.
Denne firer med styrmand sluttede sin karriere med at blive østtyske mestre i 1969.

### Videre karriere
Jacob studere landbrugsmaskineri i Dresden.

## OL-medaljer
- 1968:  Sølv i firer med styrmand